# Johannes Meewisstraat
De Johannes Meewisstraat is een straat in de wijk Slotermeer-Noordoost in Amsterdam. De straat is vernoemd naar verzetsstrijder Johan Meewis. De straat loopt van het noordeinde van de Burgemeester Fockstraat via een bocht naar de Burgemeester Vening Meineszlaan.